# L'Entourloupe
Ne doit pas être confondu avec L'Entourloop.
Pour plus de détails, voir Fiche technique et Distribution.
L'Entourloupe est un film français réalisé par Gérard Pirès et sorti en 1980. Il adapte un roman de Francis Ryck paru dans la collection Super noire en 1977, Nos intentions sont pacifiques.

## Synopsis
L'action se passe à la fin des années 1970. Après le cambriolage raté d'une épicerie, deux voyous parisiens, Olivier et Roland, cherchent à rentrer dans le droit chemin, au moins « pour essayer. »
Partant travailler dans le marais poitevin pour un petit boulot de représentants, ils débarquent en pleine campagne. Ils sont les employés débutants d'un personnage sans aucun scrupule :  Castelard. Ce dernier exploite la crédulité des paysans les plus pauvres et les plus isolés en allant dans leurs fermes leur vendre des encyclopédies médicales de luxe, totalement inutiles « pour seulement l'équivalent de deux francs par jour, vraiment pas cher, pendant six mois » (soit un prix total, il se garde bien de le dire, d'environ 360 francs, ce qui représentait une fortune à l'époque pour des petits paysans). 
Très psychologue, très observateur, et armé d'un solide bagou, il arrive tant bien que mal à vendre quelques exemplaires chaque jour à des paysans n'ayant même pas cet argent pour vivre au jour le jour.
Roland va vite s'éprendre de Jeanine, serveuse au petit hôtel restaurant, et leur relation est sérieuse puisqu'ils envisagent de reprendre bientôt le commerce de la tante de Jeanine, une petite épicerie locale dans un village voisin.
Voilà que débarque Valérie, l'amie d'Olivier, une fille libérée qui aguiche tous les hommes, même en présence de son ami, sans aucune gêne. Elle vient de Paris pour passer quelques jours avec l'équipe et sème une grande pagaille. 
La situation empire quand Olivier vole deux vaches pour aller les revendre à la Villette. Roland est fermement décidé à devenir un simple commerçant local honnête.

## Autour du film

### Lieu de tournage
Le film a été tourné dans le marais poitevin (et les dernières scènes dans la région de Liévin dans le Pas-de-Calais) avec l'abondante participation des paysans locaux jouant leur propre rôle.

### Autour des dialogues
Les dialogues du film sont signés de Michel Audiard. De nombreuses scènes humoristiques et surprenantes de spontanéité de la part des fermiers sont tournées « sur le vif » avec des dialogues complètement improvisés.[réf. souhaitée]

### Autour des figurants
Les figurants sont payés 50 francs la journée. Une somme importante pour cette époque et la presse locale relate que « les gains ont permis aux comédiens de s'acheter des boucles d'oreilles en or, une clôture électrique ou bien encore une montre antichoc ».

## Fiche technique
- Titre : L'Entourloupe
- Réalisation : Gérard Pirès
- Scénario : Jean Herman, Michel Audiard d'après le roman Nos intentions sont pacifiques de Francis Ryck
- Dialogues : Michel Audiard
- Production : Norbert Saada
- Musique : Django Reinhardt, jouée par Django Reinhardt et Stéphane Grappelli
- Directeur de la photographie : Pierre-William Glenn
- Régisseur général : Ilya Claisse
- Régisseur adjoint : Claude Parnet
- Casting : Dominique Besnehard
- Genre : comédie
- Pays de production : France
- Format : couleurs, 35 mm
- Durée : 90 minutes
- Date de sortie :
  - France : 9 avril 1980

## Distribution
- Jean-Pierre Marielle : Castelard
- Jacques Dutronc : Olivier
- Gérard Lanvin : Roland
- Anne Jousset : Valérie
- Jean Lanier : le marquis
- Daniel Laloux : Bensimon
- André Penvern : Hansel
- Françoise Deldick : Mme Hansel
- Isabelle Mergault : Jeanine
- Jean-Claude Bouillaud : l'épicier
- Dominique Besnehard : un client de l'hôtel (caméo)
- Michel Caccia
- Jean Mermet
- Mostefa Stiti
- Abdennebi Arif : Ahmed
- Kader Kada
- Abdelkader Boumaaza
- Mohamed Brahim
- Jacques Disses